# Manuel Correia de Andrade
Manuel Correia de Oliveira Andrade (* 3. August 1922 in Vicência; † 22. Juni 2007 in Recife) war ein brasilianischer Autor, Historiker, Geograph, Jurist und Professor.
Mit 20 wurde er Mitglied der kommunistischen Partei; für seine politischen Aktivitäten kam er während des Regimes von Getulio Vargas sowie während der Militärdiktatur ins Gefängnis. Er unterrichtete als Hochschullehrer unter anderem in Brasilien an der Universidade Federal de Pernambuco in Recife und in Paris und hielt sich in Italien, Belgien, Griechenland und Israel auf.
Andrade war Mitglied des International Council for Research in Cooperative Development und war Ehrendoktor der Universitäten Rio Grande do Norte, Alagoas und Sergipe sowie der Universidade Católica de Pernambuco.
2002 wurde er in die Academia Pernambucana de Letras gewählt.
| Personendaten    | Personendaten                                                           |
| ---------------- | ----------------------------------------------------------------------- |
| NAME             | Andrade, Manuel Correia de                                              |
| ALTERNATIVNAMEN  | Oliveira Andrade, Manuel Correia de (vollständiger Name)                |
| KURZBESCHREIBUNG | brasilianischer Autor, Historiker, Geograph, Jurist und Hochschullehrer |
| GEBURTSDATUM     | 3. August 1922                                                          |
| GEBURTSORT       | Vicência                                                                |
| STERBEDATUM      | 22. Juni 2007                                                           |
| STERBEORT        | Recife                                                                  |